# Hepatotoxizität
Hepatotoxizität oder Lebertoxizität (altgriechisch ἧπαρ hépar [Genitiv ἧπατος hépatos] „Leber“ und Toxizität) bezeichnet die Eigenschaft chemischer Stoffe, für die Hepatozyten (Leberepithelzellen) giftig zu sein. Diese Stoffe werden als hepatotoxische Substanzen (Lebertoxische Substanzen, Hepatotoxine, Lebertoxine oder Lebergifte) bezeichnet.
Hepatotoxische Substanzen können Schädigungen der Leberepithelzelle bis zur Nekrose oder Leberdystrophie verursachen.

## Obligate und fakultative Lebertoxine
Es werden obligate Lebertoxine von fakultativen unterschieden. Obligate Lebertoxine schädigen die Leber jedes Individuums abhängig von der Dosis auf immer gleiche Weise. Die Schädigung lässt sich im Tierversuch wiederholen. Fakultative Lebertoxine führen nur bei wenigen Individuen zur Schädigung der Leber, die Art der Schädigung ist nicht immer gleich und im Tierversuch ist die Schädigung nicht sicher herbeizuführen. Ursachen der Leberschädigung durch ein fakultatives Toxin können eine Sensibilisierung gegen ein bestimmtes Antigen oder genetisch bedingte Enzymdefekte sein, die entweder zu vermehrtem Auftreten toxischer Metabolite (Stoffwechselzwischenprodukte) oder einem verminderten Abbau primär giftiger Substanzen führen.
Zu den obligaten Lebergiften werden beispielsweise Phosphor, Tetrachlorkohlenstoff, Chloroform, Aflatoxine, Arsen und die Gifte des Knollenblätterpilzes gezählt. Bei ausreichender langer Exposition in ausreichend hoher Dosis wirken auch Ethanol, bestimmte Zytostatika, Phenothiazine und Ovulationshemmer hepatotoxisch.

## Mechanismen der Leberschädigung
Bezüglich der Art der Schädigung können folgende Mechanismen unterschieden werden:
Akute zytotoxische Leberschäden
Diese zeichnen sich durch Zelluntergang (Nekrosen) aus, die in eine Leberzirrhose übergehen können oder durch starke Ablagerung von Fett (Fettleber oder Steatose). Als typischer Vertreter der so wirkenden Substanzen gilt das α-Amanitin des Knollenblätterpilzes.
Intrahepatische Cholestase
Die intrahepatische Cholestase wird auch cholestatische oder toxische Hepatitis genannt.  Für zahlreiche Arzneimittel ist diese Form der fakultativen Leberschädigung beschrieben. Hierbei finden sich Störungen des Stoffwechsels bei der Produktion von Galle, während der Abfluss der Galle unbehindert ist. Ursächlich können unlösliche Komplexe von Toxin und Gallensäure sein, die die Gallengänge verstopfen, oder Hemmungen der ATPasen, die den Membrantransport der Gallensäuren bewerkstelligen.
Vaskuläre Leberschäden
Hierbei greifen die Giftstoffe die Venen im Zentrum der Leberläppchen an. Es entsteht eine Endophlebitis obliterans. Als typische Vertreter dieser Gifte können die Pyrrolizidinalkaloide gelten.